# Hendrik Arnoud Laan (1735-1809)

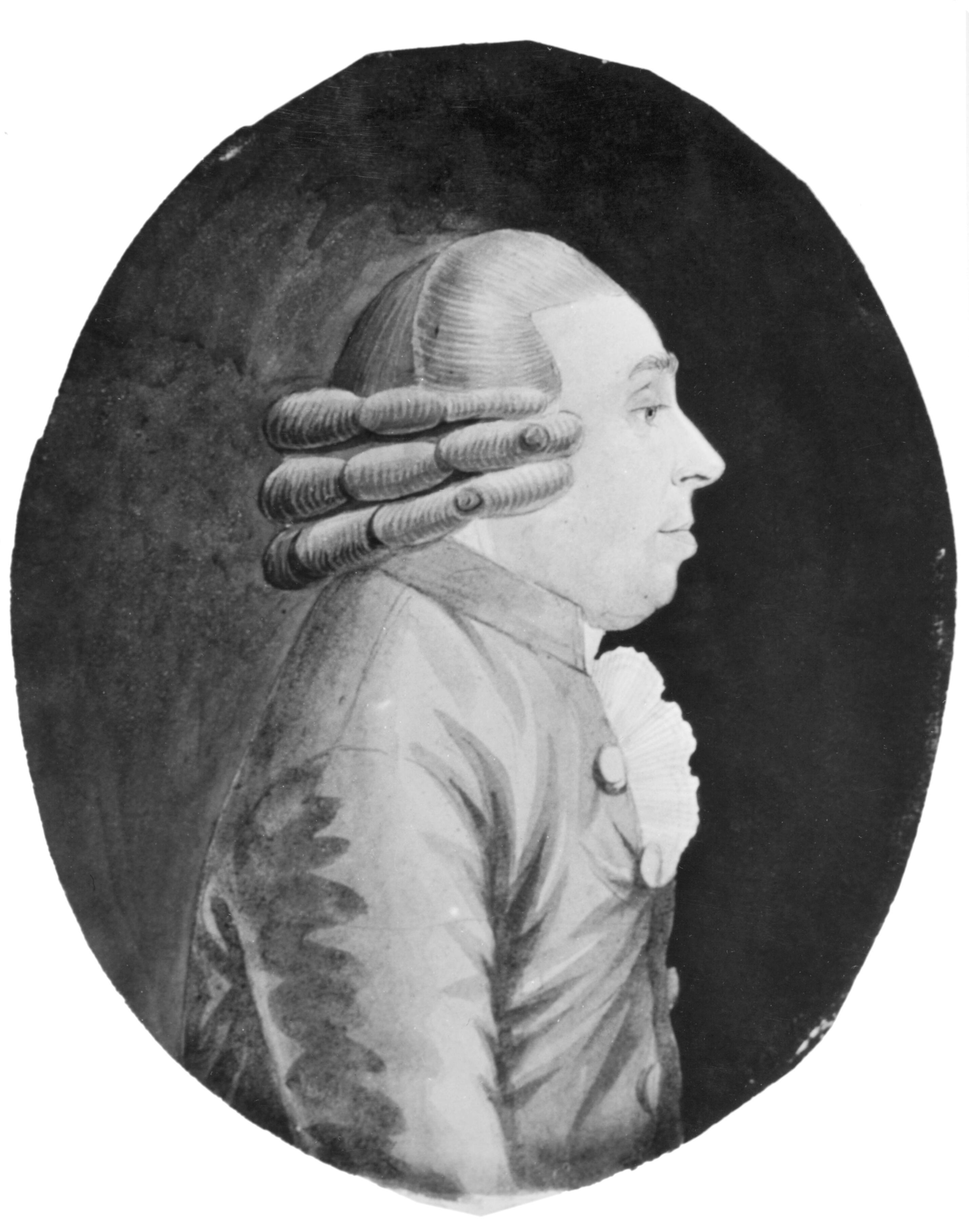
Hendrik Arnoud Laan met batterijpruik en jabot

Hendrik Arnoud Laan (Utrecht, 1 september 1735 - Baarn, 24 december 1809) was advocaat en Lid van de Raad van State.
Hendrik Laan werd geboren op het buitengoed Steevlied, op de grens van Baarn en Eemnes. 
Hendrik Laan was de zoon van professor in de Godgeleerdheid Petrus Laan en Christina Clara Borrebach. Hendrik Laan huwde de Utrechtse Sibilla Maria Meijer met wie hij vijf kinderen kreeg, waaronder Hendrik Arnoud Laan en Christiaan Dirk Laan, die later beide burgemeester van Eemnes zouden worden. Hun zoon Hendrik Arnoud Laan (1780-1863) werd Inspecteur der indirecte belastingen, gemeenteraadslid en statenlid.
Hendrik was advocaat aan de Mariaplaats in Utrecht en bekleedde daar diverse functies. Zo was hij raad in de vroedschap en schepen en raadsheer aan het Hof van Utrecht. Voor het gewest Utrecht was hij lid en (adjunct-) secretaris Financiën. Tevens was hij secretaris van de Staten en griffier van het leenhof van Utrecht. Hij had zitting in de Staten-Generaal namens Utrecht. Ook was Laan lid en assessor van het Departementaal Bestuur van Utrecht. 
Van 1803 tot 1805 was hij lid van het Wetgevende Vergadering van de Bataafse Republiek namens Utrecht. Vanaf 1806 was hij staatsraad in buitengewone dienst van Koning Lodewijk Napoleon.
Laan stierf op Steevlied en werd bijgezet in de grafkelder van de hervormde kerk in Baarn.